# Platycapnos saxicola
Platycapnos saxicola là một loài thực vật có hoa trong họ Anh túc. Loài này được Willk. miêu tả khoa học đầu tiên năm 1848.